# تپه گاقران
تپه گاقران مربوط به هزاره دوم و اول قم است و در شهرستان سقز، بخش سرا، روستای عرب اوغلی سفلی واقع شده و این اثر در تاریخ ۱۰ دی ۱۳۸۱ با شمارهٔ ثبت ۶۸۳۴ به‌عنوان یکی از آثار ملی ایران به ثبت رسیده است.